# سیاست تلفیقی
سیاست تلفیقی، سیاست سنکرتیک یا سیاست طیفی-تلفیقی (به انگلیسی: Syncretic Politics) عناصری را از سراسر طیف سیاسی چپ و راست متداول و پیرو آیین و قاعده ترکیب می‌کند. ایده سیاست تلفیقی تحت تأثیر تلفیق‌گرایی و مذهب تلفیقی قرار گرفته‌است.
ایده اصلی سیاست تلفیقی این است که اتخاذ مواضع بی‌طرفانه سیاسی با ترکیب عناصر مرتبط با سیاست جناح چپ و جناح راست می‌تواند منجر به مصالحه شود.

## نمونه تاریخی
فالانژ اسپانیا در حالی که با جناح راست ناسیونالیست در طول جنگ داخلی اسپانیا متحد بود و به‌طور گسترده‌ای به‌عنوان راست افراطی در نظر گرفته می‌شد، خود را به‌طور قطعی به‌عنوان یک گروه متقابل معرفی کرد. فالانژیسم هم چپ و هم راست را به عنوان «دشمن» مورد حمله قرار داده و خود را نه چپ و نه راست، بلکه موضع سومی اعلام کرده بود.
در اوج جنگ سرد، رئیس‌جمهور سابق آرژانتین، خوآن پرون، موقعیت بین‌المللی دکترین خود (پرونیسم) را به عنوان «موضع سوم» بین سرمایه‌داری و کمونیسم تعریف کرد، موضعی که به نمونه‌ای از جنبش عدم تعهد تبدیل شد.
در ایالات متحده آمریکا، طرفداران راه سوم محافظه‌کاری مالی را تا حد زیادی نسبت به لیبرالیسم اجتماعی عرفی پذیرفته و از جایگزینی رفاه با کار در برابر دریافت اعانه حمایت می‌کنند و گاهی ترجیح مصممی برای راه حل‌های بازار برای مشکلات متداول دارند و اقتصاد لسه فر محض و دیگر مواضع لیبرتاریانیسم راست را رد می‌کنند. این سبک از حکومت در دوران ریاست‌جمهوری بیل کلینتون به‌طور قاطع پذیرفته شد و تا حدی بازتعریف شد. استفان اسکورونک، دانشمند علوم سیاسی، اصطلاح «راه سوم» را در تفسیر سیاست ریاست‌جمهوری آمریکا معرفی کرد.
چنین رؤسای جمهوری با استقراض سیاست‌هایی از اپوزیسیون در تلاش برای تصاحب میانه و همراه با آن برای دستیابی به تسلط سیاسی، مخالفان را تضعیف می‌کنند. این تکنیک به عنوان «مثلث‌سازی» شناخته می‌شود و توسط بیل کلینتون و دیگر دموکرات‌های جدید که به دنبال فراتر رفتن از شهرت لیبرالیسم نیو دیل حزب در پاسخ به تغییر وضعیت سیاسی در دهه ۱۹۸۰بودند، استفاده شد.
از طریق این استراتژی، کلینتون موضوعات مرتبط با حزب جمهوری‌خواه را اتخاذ کرد؛ مانند محافظه‌کاری مالی، اصلاحات رفاهی، مقررات‌زدایی و سیاست‌های نظم و قانون. منقول است او در سال ۱۹۹۶ در سخنرانی وضعیت اتحادیه اعلام کرد که «دوران دولت بزرگ به پایان رسیده‌است».
در بریتانیا، ظهور کارگر جدید تحت رهبری تونی بلر و گوردون براون، زمینه‌ای برای راه سوم بود که سیاست‌های نئولیبرالی اقتصادی، مانند خصوصی‌سازی بانکی را با سیاست‌های ترقی‌خواهی اجتماعی مخلوط می‌کرد.